# Charles VI (opéra)
Charles VI  est un opéra en cinq actes et sept tableaux de Fromental Halévy, sur un livret de Germain et Casimir Delavigne créé à l'Académie royale de musique (salle Le Peletier) le 15 mars 1843. Dernier grand succès du compositeur à l'Opéra de Paris, l’œuvre ne s'est pas maintenue au répertoire et on ne compte qu'une production au XXe siècle (à Marseille en 1901) et une seule représentation au XXIe siècle (en 2005 au théâtre impérial de Compiègne).

## Argument
L’action se passe au début du XVe siècle, à Paris et dans ses alentours.

### Acte I
L’intérieur d’une métairie. Une porte au fond, deux fenêtres et deux portes latérales
- No 1 Chœur « Tu vas partir, te voilà grande dame » et scène : un groupe de jeunes filles entoure Odette, appelée à la cour pour prendre soin du roi Charles VI, atteint de démence. Elle sera accompagnée par son père, Raymond, qui de son côté souhaite ardemment le départ des troupes anglaises qui occupent le pays.
- No 2 Chant national « La France a horreur du servage » : après qu’Odette a quitté la pièce pour les ultimes préparatifs, Raymond entonne un chant guerrier proclamant que « Jamais en France, l’Anglais ne régnera ». Il est rejoint par des paysans puis par le Dauphin (futur Charles VII), déguisé en écuyer, qui vient rendre visite à Odette dont il est tombé amoureux. Une petite troupe de soldats anglais vient interrompre le chant des partisans français et les esprits s’échauffent rapidement.
- No 3 Chœur de chasse « La fanfare de chasse » : la tension retombe cependant avec l’arrivée de la reine Isabeau de Bavière qui participe à une chasse en compagnie du duc de Bedford. Le Dauphin se cache afin de ne pas être reconnu par sa mère.
- No 4 Duo « Respect à ce roi qui succombe » : Isabeau vient s’assurer de la parfaite obéissance d’Odette à son égard. Elle reconnaît parmi les bijoux de la jeune fille un cadeau qui ne peut avoir été fait que par le Dauphin. Désireuse de capturer ce fils rebelle à son autorité, elle fait jurer à Odette de le retenir le plus longtemps possible lorsqu’il viendra la voir afin de pouvoir le faire mettre aux arrêts comme traître à la couronne. Odette, ignorant toujours qu’il s’agit du Dauphin, promet d’obéir à la reine.
- No 5 Duo « Gentille Odette, Eh! quoi ton cœur palpite » : troublée d’apprendre que celui qu’elle aime est un traître, Odette repousse le Dauphin, sorti de sa cachette dès le départ de sa mère. Il finit par lui avouer sa véritable identité. Réalisant que tout amour est impossible, elle décide néanmoins de consacrer sa vie à défendre les intérêts du jeune homme afin qu’il puisse être couronné roi. En attendant, elle l’aide à s’enfuir juste avant que la troupe de soldats anglais, prévenue par la reine, ne fasse irruption.

### Acte II
Un salon de l’hôtel Saint-Pol.
- No 6 Entracte et scène « Gloire au maître, gloire aux chanteurs » : alors que les courtisans félicitent un groupe de chanteurs qui vient d’exécuter un numéro, Isabeau fait relire à Bedford un acte déshéritant le Dauphin et transmettant la couronne au jeune fils du roi d’Angleterre Henri V. Elle assure que l’acte sera signé par Charles VI le soir même.
- No 7 Villanelle et air « Quand le soleil montre en riant son front » : les chanteurs entonnent une villanelle, puis Isabeau exauce le souhait de Bedford de l'entendre chanter à son tour.
- No 8 Ballet : le chant cède la place à la danse et toute la cour exécute successivement une pavane, une mascarade et une bourrée.
- No 9 Scène et chœur « Mylord, Messieurs, le banquet vous attend » : des serviteurs ouvrent trois portes au fond du salon qui donnent sur une grande salle où est dressée une longue table chargée de victuailles. Tous les convives vont festoyer tandis que le salon reste désert.

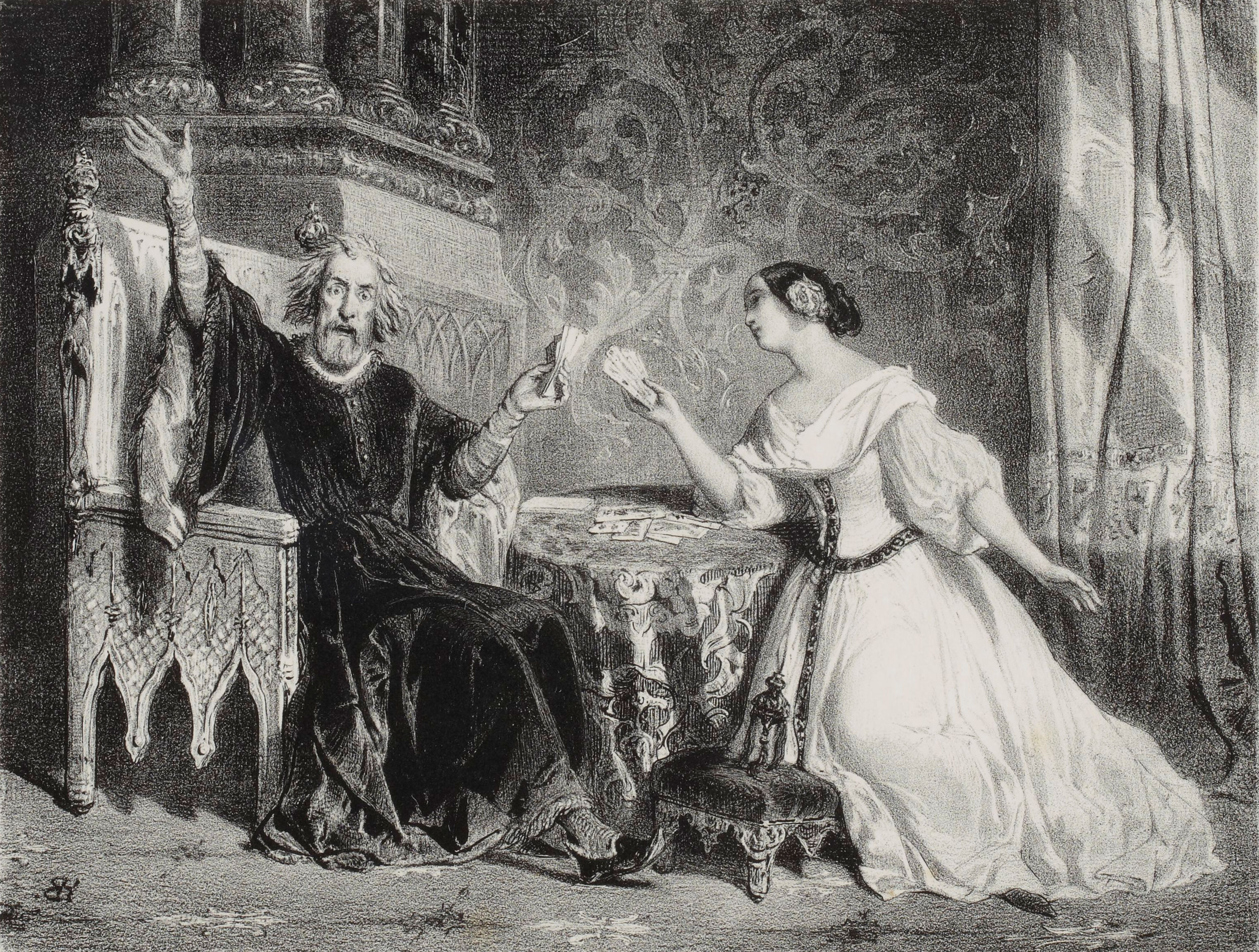
Duo des cartes lors de la création en 1843 avec Rosine Stoltz dans le rôle d'Odette et Paul Barroilhet dans celui de Charles VI.

- No 10 Scène et romance « J'ai faim! que font-ils donc, tout le monde m'oublie » : Charles VI entre alors et tient des propos incohérents sur la reine et lui-même, entrecoupés de crises de terreur liées à des réminiscences du bal des ardents.
- No 11 Romance « Ah qu'un ciel sans nuages » : Odette rejoint le roi pour lui annoncer qu'elle a organisé le lendemain dans le jardin de son père un rendez-vous secret avec son fils le Dauphin. Charles VI, plongé dans des pensées morbides, semble inaccessible.
- No 12 Duo des cartes « Eh! bien puisque les morts au plaisir sont rebelles » : Odette lui propose alors de jouer aux cartes. Charles VI, qu'Odette laisse gagner, s'échauffe progressivement, imaginant que les figures des cartes à jouer sont les chevaliers qu'il commande, remportant bataille sur bataille, vengeant ainsi la défaite d'Azincourt.
- No 13 Trio et final « Un intérêt puissant commande que le roi » : la reine revient, accompagné de Bedford, et chasse Odette. Promettant au roi qu'Odette ne lui sera rendue que s'il signe le traité déshéritant le Dauphin, Charles VI s'exécute. Toute la cour assiste alors à la proclamation par Bedford de l'acte que vient de signer le roi.

### Acte III

#### Tableau 1
Une tente devant la maison de Raymond, le père d'Odette.
- No 14 Entracte et chœur « Chantons verre en main » : des étudiants boivent et chantent dans la maison de Raymond tandis que le Dauphin se demande avec anxiété si son père pourra le reconnaître.
- No 15 Récitatif et air « Les joyeux écoliers! pourtant combien d'entr'eux » : le Dauphin espère néanmoins que son père retrouve ses esprits, sachant qu'il ne peut plus rien attendre de sa mère. Raymond revient avec les étudiants qui se déclarent prêts à se battre contre les Anglais pour défendre les intérêts du Dauphin.
- No 16 Chœur « Grand Dieu qui rends à la nature » : Charles VI arrive, accompagné d'Odette et de quelques bourgeois. La jeune fille présente son père au roi, en lui rappelant qu'il vient de le nommer gardien de la basilique Saint-Denis en récompense de ses services passés. Songeant qu'il s'agit de la nécropole des rois de France qu'il rejoindra un jour, Charles VI replonge dans ses pensées morbides.
- No 17 Trio « Un infortuné qu'à vingt ans poursuit » : après le départ des bourgeois, Odette fait entrer le Dauphin. Après quelques moments d'égarement, Charles VI finit par reconnaître son fils.
- No 18 Scène et cavatine « Fête maudite! et qui fera répandre » : Odette reçoit l'ordre de ramener le roi à l'hôtel Saint-Pol pour qu'il assiste à la fête donnée en l'honneur du fils d'Henri V, appelé à devenir le prochain roi de France.
- No 19 Quatuor « De leur triomphe passager il faut supporter » : Charles VI ne souhaite pas s'y rendre puisqu'il vient de reconnaître son fils, le Dauphin, comme son véritable héritier. Odette le convainc néanmoins de cacher ses véritables sentiments afin de ne pas éveiller les soupçons et compromettre le projet d'évasion qu'elle a imaginé pour lui. Échappant à l'emprise de la reine, Charles pourrait alors prendre, avec son fils, la tête de fidèles à sa cause pour chasser les troupes anglaises du pays.

#### Tableau 2

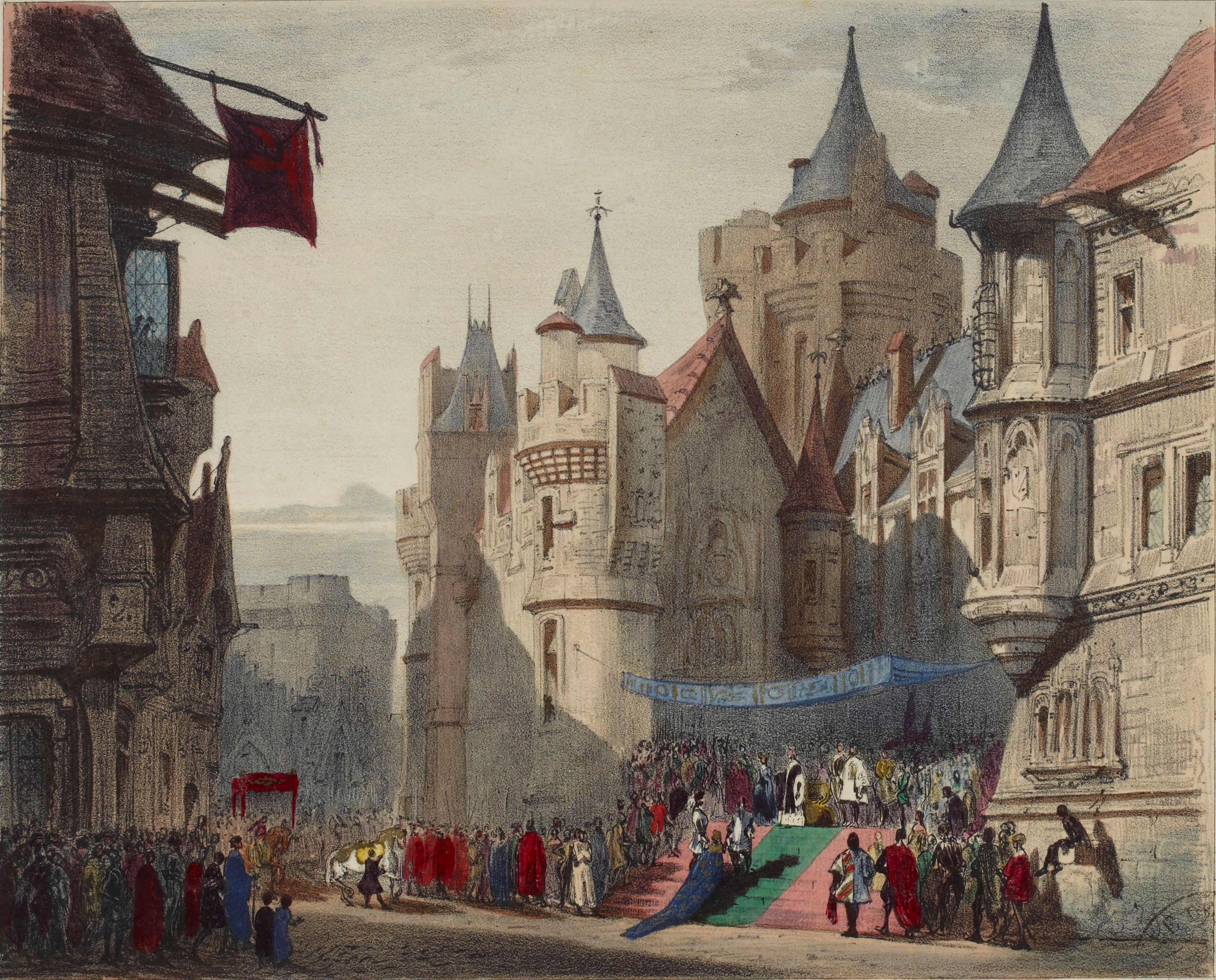
Procession des troupes anglaises devant l'hôtel Saint-Pol : décor du deuxième tableau de l'acte III lors de la création de l'opéra en 1843.

Une rue de Paris sur laquelle s'élève le perron de l'hôtel Saint-Pol.
- No 20 Chœur et marche « Pompe de deuil, lugubre fête » : le cortège anglais défile devant l'hôtel Saint-Pol où se tient toute la cour, avec à sa tête le roi, la reine et Odette. L'irritation de Charles VI va croissant devant cette manifestation de puissance et l'attitude triomphante de son épouse. Alors que le jeune fils d'Henri V s'approche du roi pour recevoir le baiser de paix, ce dernier le repousse en jurant que « jamais en France, jamais l'Anglais ne règnera ».
- No 21 Final « Vive le roi! vive la France! » : la foule des Parisiens manifeste son approbation tandis que la reine, furieuse, menace Charles VI et Bedford ordonne à ses troupes de les protéger du peuple en colère.

### Acte IV
La chambre à coucher du roi.
- No 22 Entracte et air « Sous leur sceptre de fer ils ont tout comprimé » : Odette réaffirme son vœu d'aider le Dauphin sans rien attendre en retour lorsque surviennent la reine et Bedford. Isabeau ordonne à la jeune fille de venir la rejoindre dès que le roi sera endormi.
- No 23 Scène « Au roi je demande raison » : Charles VI entre à son tour. Une violente altercation l'oppose à Bedford et à Isabeau, le roi leur reprochant d'avoir profité de sa folie pour lui faire signer l'acte déshéritant son fils. Il déchire le document et les chasse.

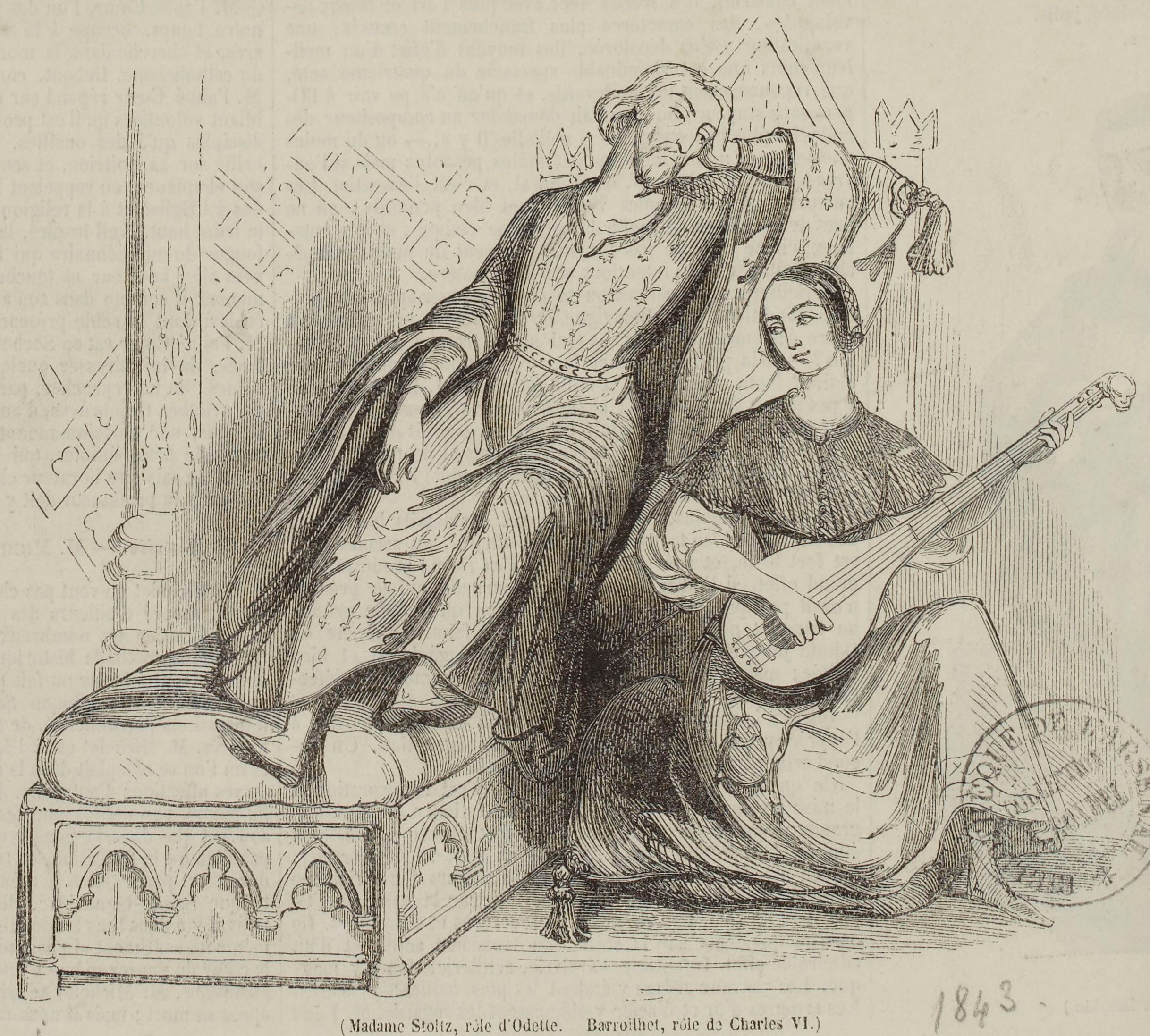
Odette chante une ballade à Charles VI pour l'aider à s'endormir : scène de la création en 1843 avec Rosine Stoltz dans le rôle d'Odette et Paul Barroilhet dans celui de Charles VI.

- No 24 Scène et ballade « Chaque soir Jeanne sur la plage » : resté seul avec Odette, Charles VI souhaite réentendre les détails de son évasion qui doit avoir lieu le soir-même. Toute l'opération débutera dès qu'Odette chantera à la fenêtre de la chambre du roi son air préféré, prévenant ainsi le Dauphin qui veille au dehors.
- No 25 Prière « Quand le sommeil sur lui descend » : en attendant, Odette conseille au roi de se reposer un peu et lui chante une berceuse pour l'endormir. Elle quitte ensuite la chambre du roi pour rejoindre la reine comme cette dernière le lui a ordonné.
- No 26 Scène des spectres « Qu'ai-je entendu, quels lugubres murmures » : Charles VI, qui faisait semblant de dormir, entend soudain de sinistres grincements. Plusieurs esprits surgissent dans sa chambre, éclairée par une lumière spectrale. L'un d'entre eux, se présentant comme celui qui l'avait prévenu, il y a plusieurs années de cela, d'un complot dans la forêt du Mans, l'avertit que son fils, le Dauphin, veut l'assassiner. Tous disparaissent, laissant le roi seul et terrorisé.
- No 27 Final « A moi! sauvez mes jours » : profondément ébranlé, Charles VI appelle au secours. Isabeau, qui a organisé toute la scène des spectres, accourt avec Bedford et Odette. Persuadé que son fils veut le tuer, le roi révèle à la reine les détails du projet d'évasion. Celle-ci se met à la fenêtre et chante la mélodie qui sert de signal. Le Dauphin entre par la fenêtre et est aussitôt arrêté. Charles VI, au comble de la démence, exige que son fils soit mis à mort.

### Acte V

#### Tableau 1
La nuit, sur les rives de la Seine à Paris.
- No 28 Entracte et couplets « A minuit, le seigneur de Nivelle » : les amis du Dauphin attendent que celui-ci revienne avec le roi. Ils passent le temps en chantant autour d'un feu.
- No 29 Scène et chœur « Sur ce fer, devant Dieu » : ils sont progressivement rejoints par d'autres partisans du Dauphin et tous jurent qu'ils n'auront de repos qu'une fois tous les Anglais hors de France.
- No 30 Scène et cavatine « Ce n'est point une faible femme » : Raymond surgit et informe toute la troupe que le roi a de nouveau perdu la raison et que le Dauphin, capturé, sera exécuté le lendemain à Saint-Denis. Tous sont profondément abattus. Odette leur commande alors de rejoindre sans tarder la basilique et de se tenir prêts.

#### Tableau 2

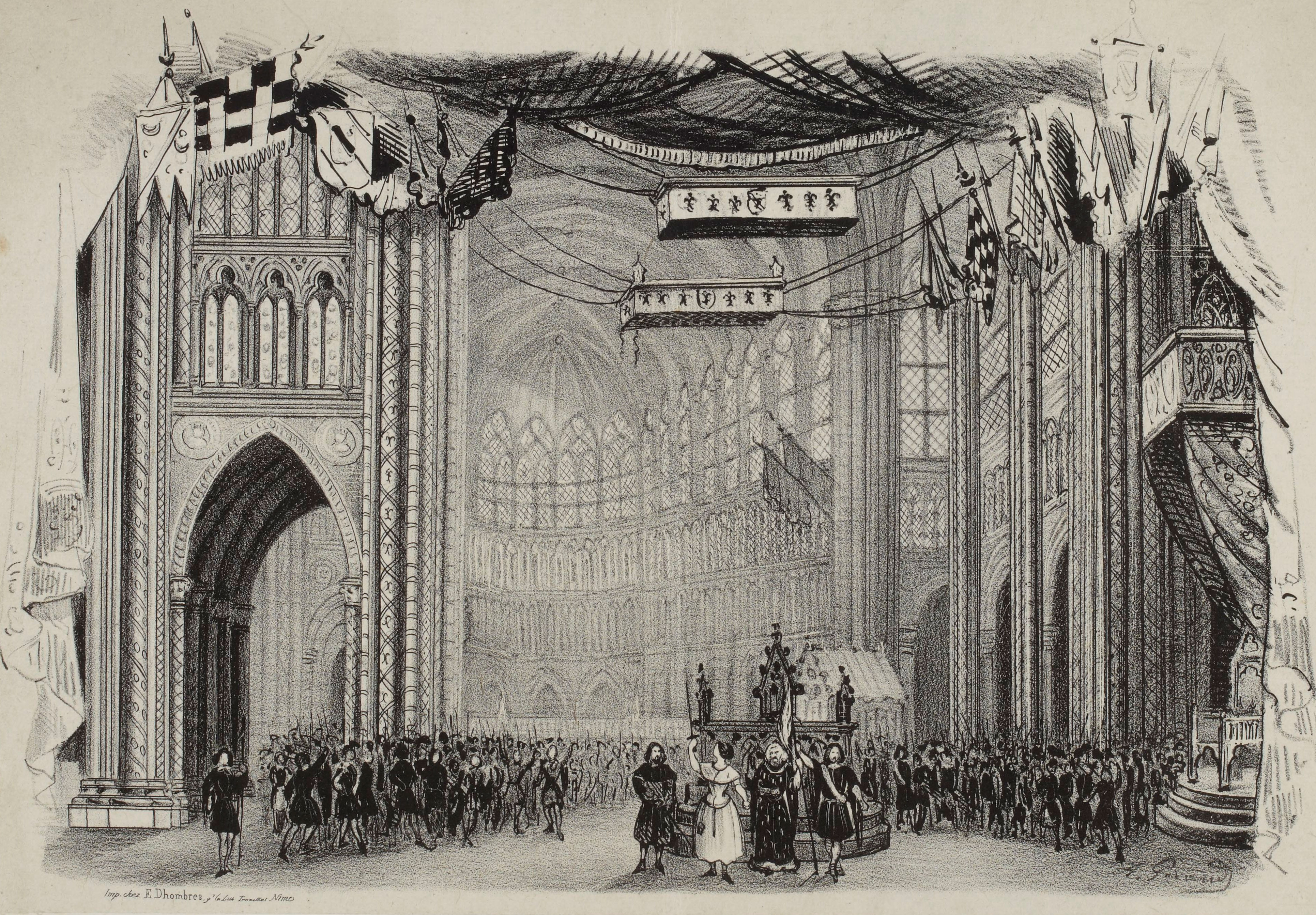
Décor du deuxième tableau de l'acte V lors de la création de l'opéra en 1843.

Intérieur de la basilique de Saint-Denis.
- No 31 Final « Meurtrier renonce à tes droits » : le Dauphin entend la sentence de mort prononcée contre lui par Charles VI en présence de la reine et de Bedford. Odette s'interpose avec l'aide des partisans du Dauphin. Les soldats anglais, d'abord surpris, s'apprêtent au combat. Dans le tumulte, Charles VI semble soudain recouvrer la raison et impose le silence. Il prophétise la mort prochaine de Bedford, les funérailles sans pompe d'une reine Isabeau abandonnée et haïe de tous et l'épopée victorieuse d'une jeune vierge appelée à disparaître « dans des torrents de flamme et de fumée ». Il s'effondre soudain, mort. Le Dauphin s'empare d'une épée et proclame que « jamais en France, jamais l'Anglais ne règnera » tandis que le peuple et les chevaliers lui prêtent serment.

## Création
L’œuvre est créée à l'Académie royale de musique (salle Le Peletier) le 15 mars 1843 et constitue le « dernier grand succès » du compositeur à l'Opéra de Paris, ses créations ultérieures pour « le Grande Boutique » (le Juif errant en 1852 et la Magicienne en 1858) ne parvenant pas à gagner les faveurs du public.

La mise en scène est luxueuse et s'attache à respecter la vérité historique « avec un soin extrême ». Le cortège des Anglais au deuxième tableau de l'acte III est décrit par Théophile Gautier de la façon suivante:
« Le spectacle de cette procession est réellement des plus magnifiques, et se fait admirer même après les splendeurs de la Juive. C'est un luxe inimaginable de casques, de cuirasses, d'armures d'acier et d'or, de chevaux, de bannières, de blasons, que l'Opéra seul peut offrir avec cet éclat et cette exactitude. On y voit même des canons de l'époque, composés de barres de fer reliées par des cercles, avec leurs roues pleines et leurs affûts contournés. »

### Interprètes de la création
| Rôle                        | Tessiture | Distribution de la création (1843) |
| --------------------------- | --------- | ---------------------------------- |
| Charles VI                  | baryton   | Paul Barroilhet                    |
| Isabeau de Bavière          | soprano   | Julie Dorus-Gras                   |
| Odette                      | contralto | Rosine Stoltz                      |
| Le Dauphin                  | ténor     | Gilbert Duprez                     |
| Le duc de Bedford           | baryton   | Jean-Baptiste-Bazille Canaple      |
| Raymond                     | basse     | Nicolas-Prosper Levasseur          |
| L’homme de la forêt du Mans | baryton   | Eugène Massol                      |

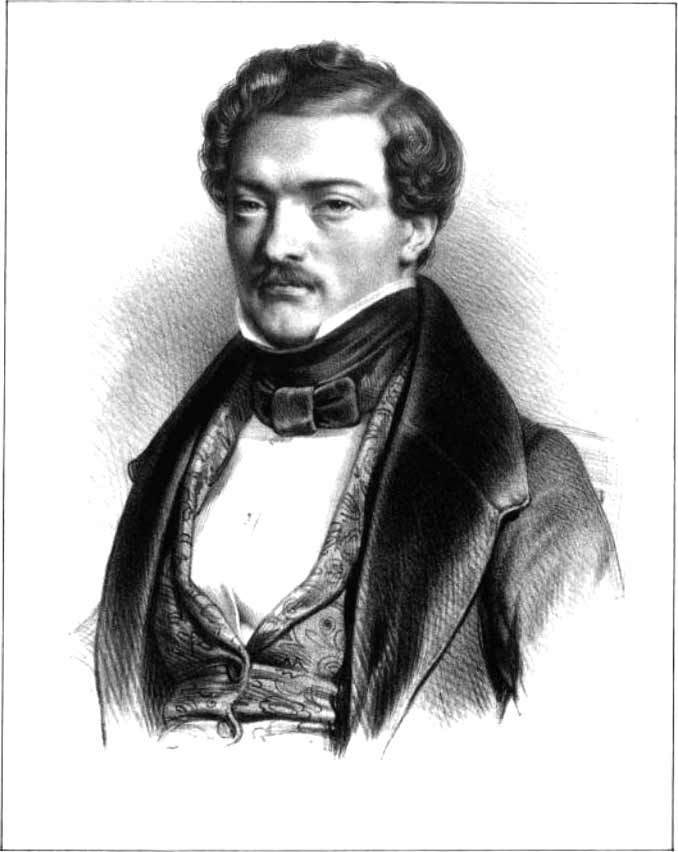
Gilbert Duprez, créateur du rôle du Dauphin
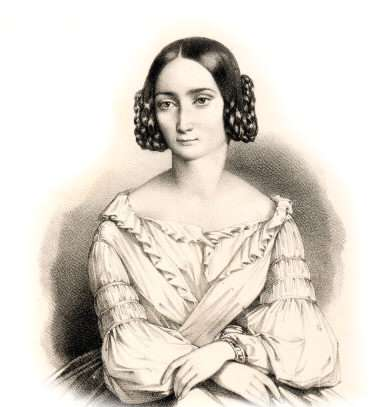
Rosine Stoltz, créatrice du rôle d’Odette
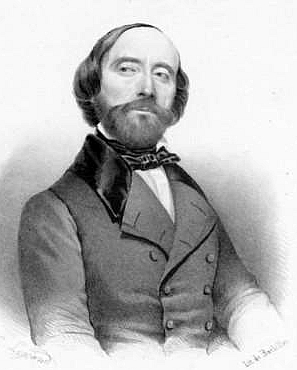
Paul Barroilhet, créateur du rôle de Charles VI
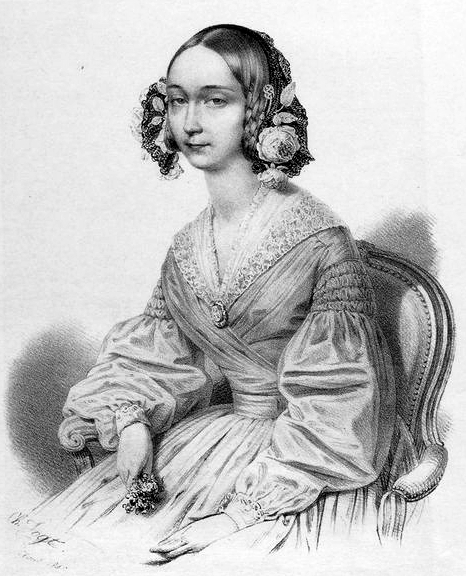
Julie Dorus-Gras, créatrice du rôle d’Isabeau de Bavière
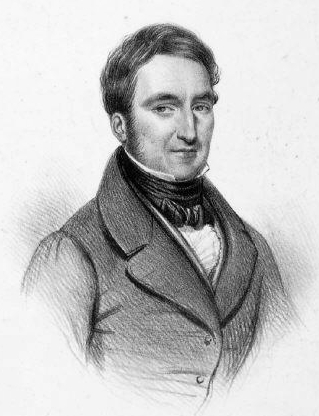
Nicolas-Prosper Levasseur, créateur du rôle de Raymond

### Maquettes des costumes

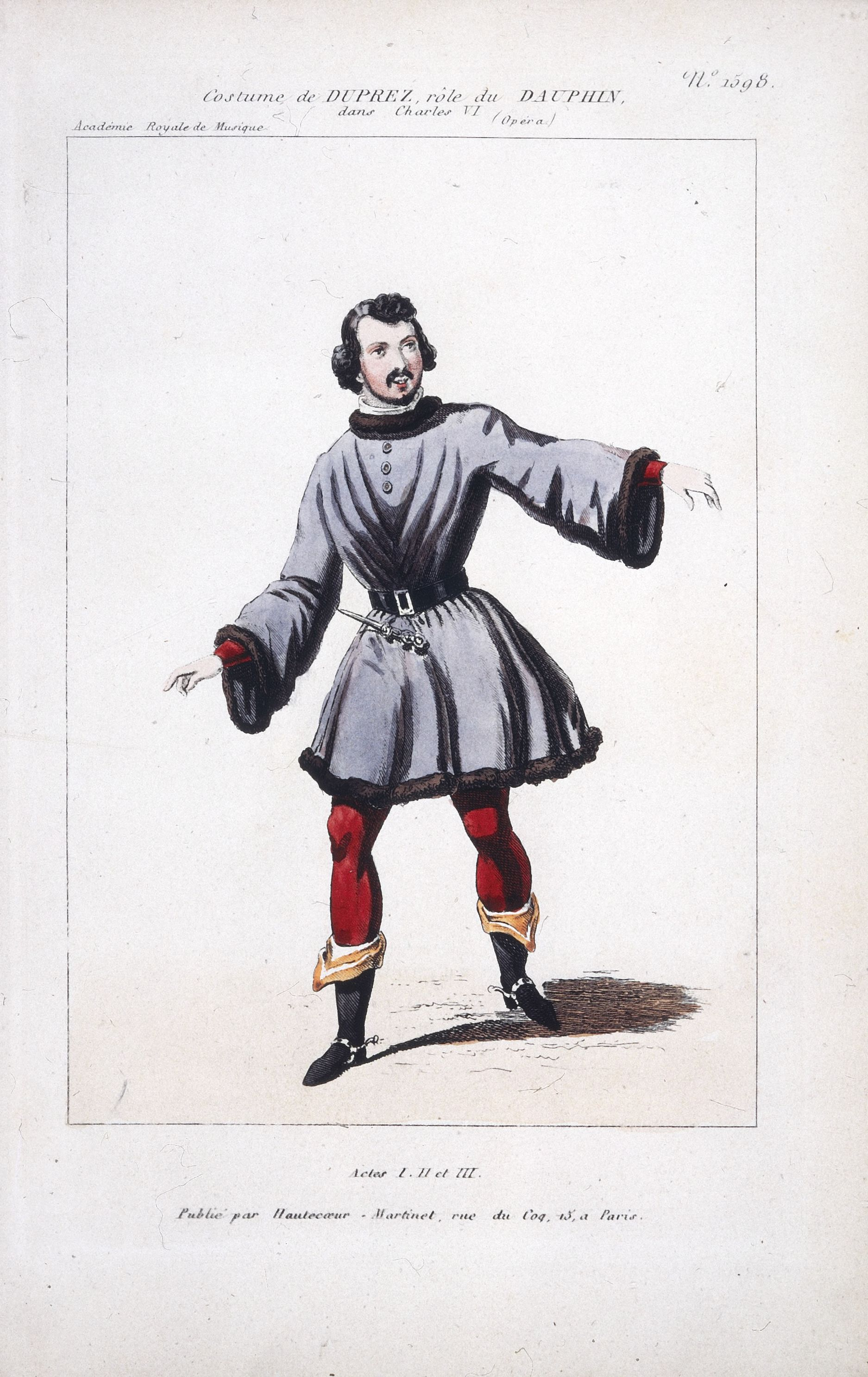
Maquette de costume pour le Dauphin
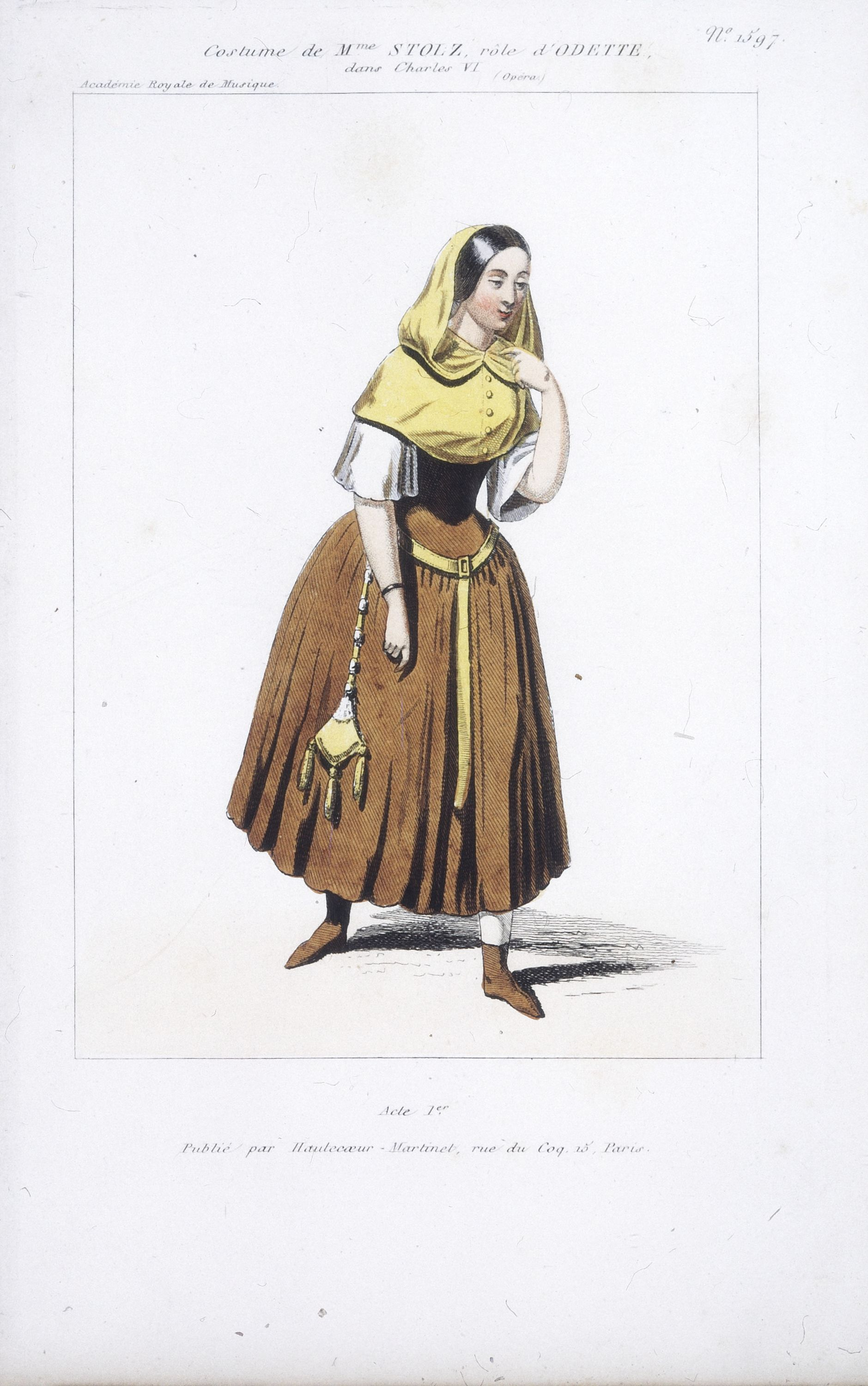
Maquette du premier costume pour Odette
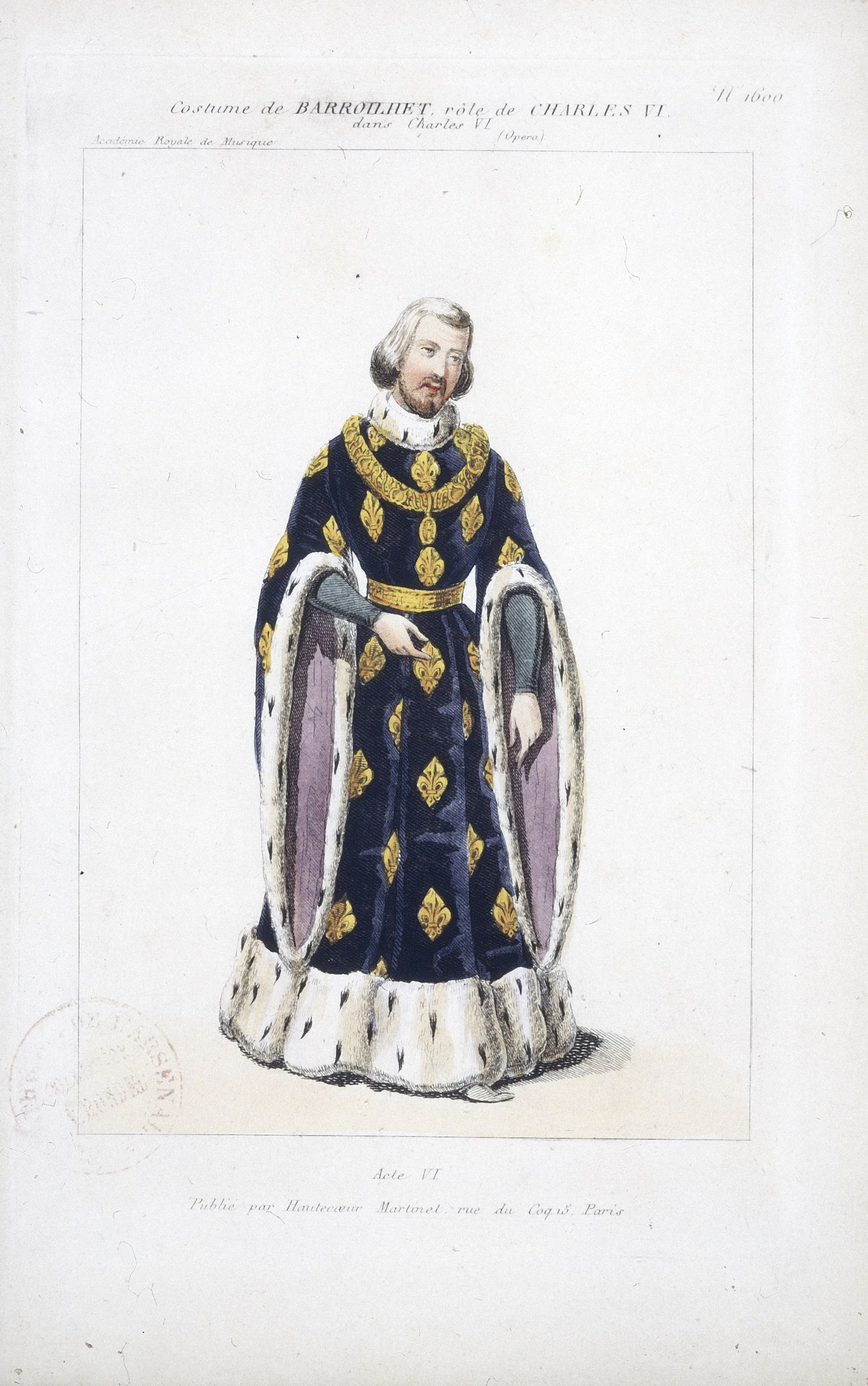
Maquette de costume pour le roi Charles VI
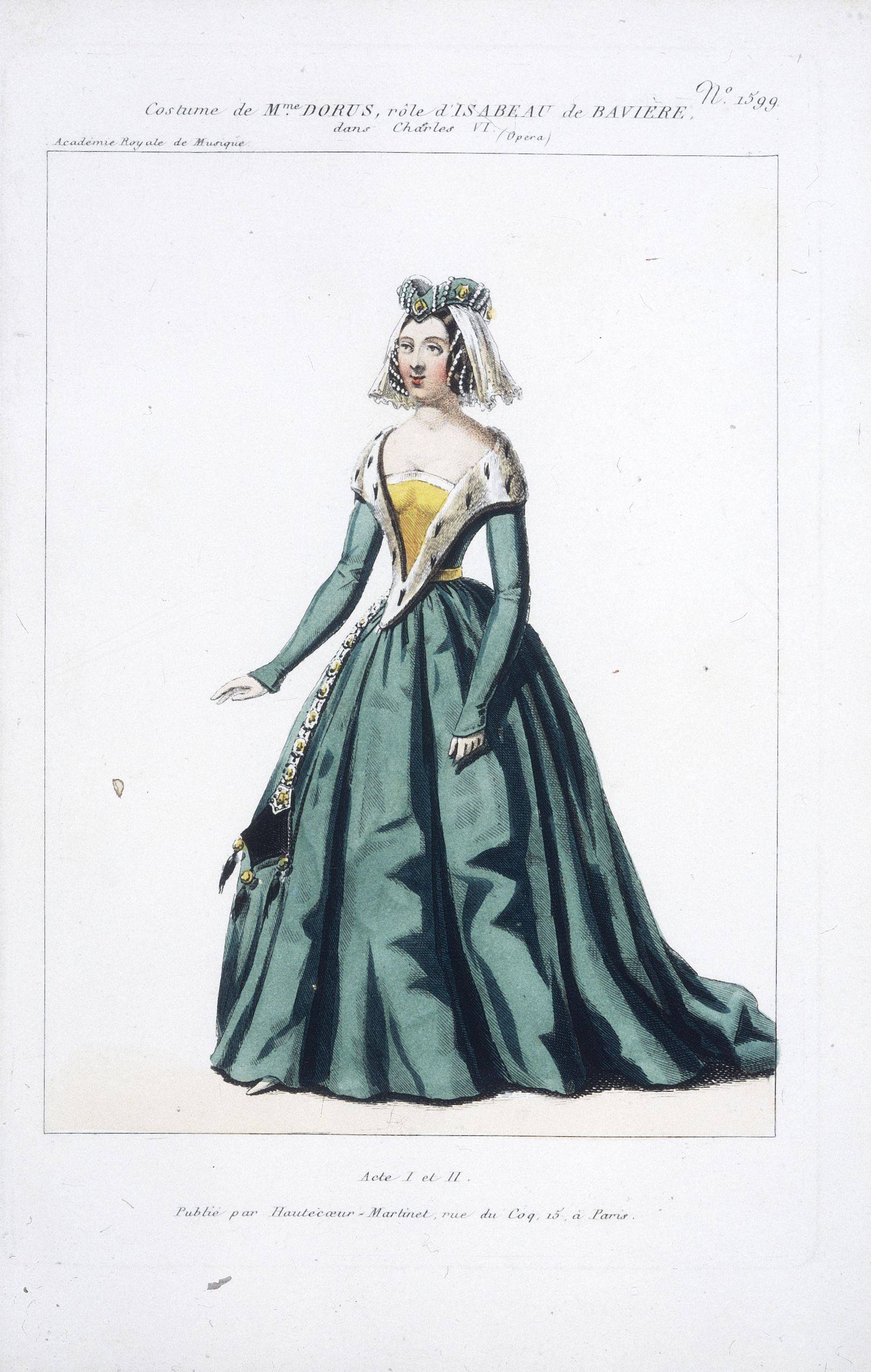
Maquette du premier costume pour la reine Isabeau de Bavière
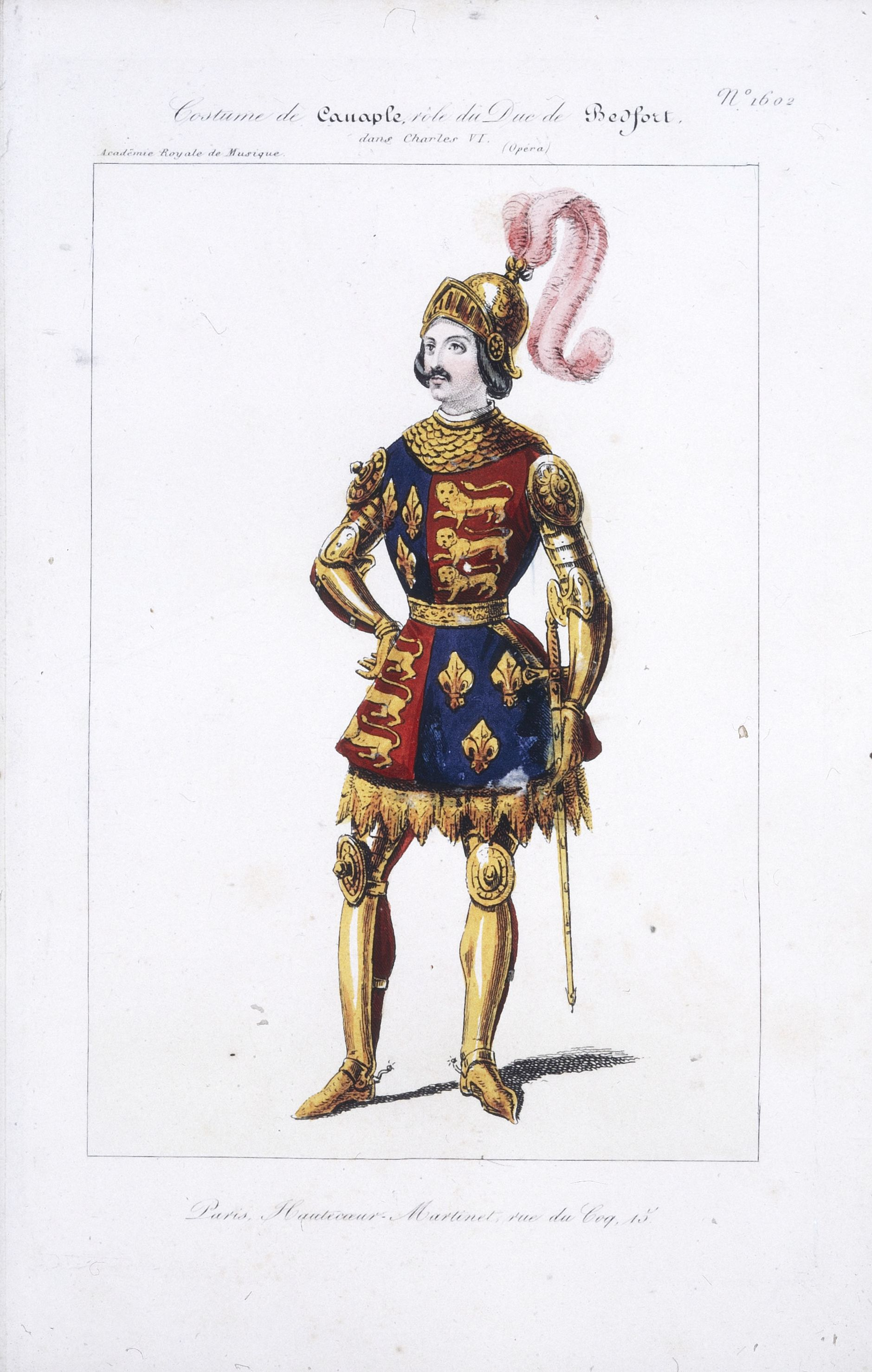
Maquette de costume pour le duc de Bedford
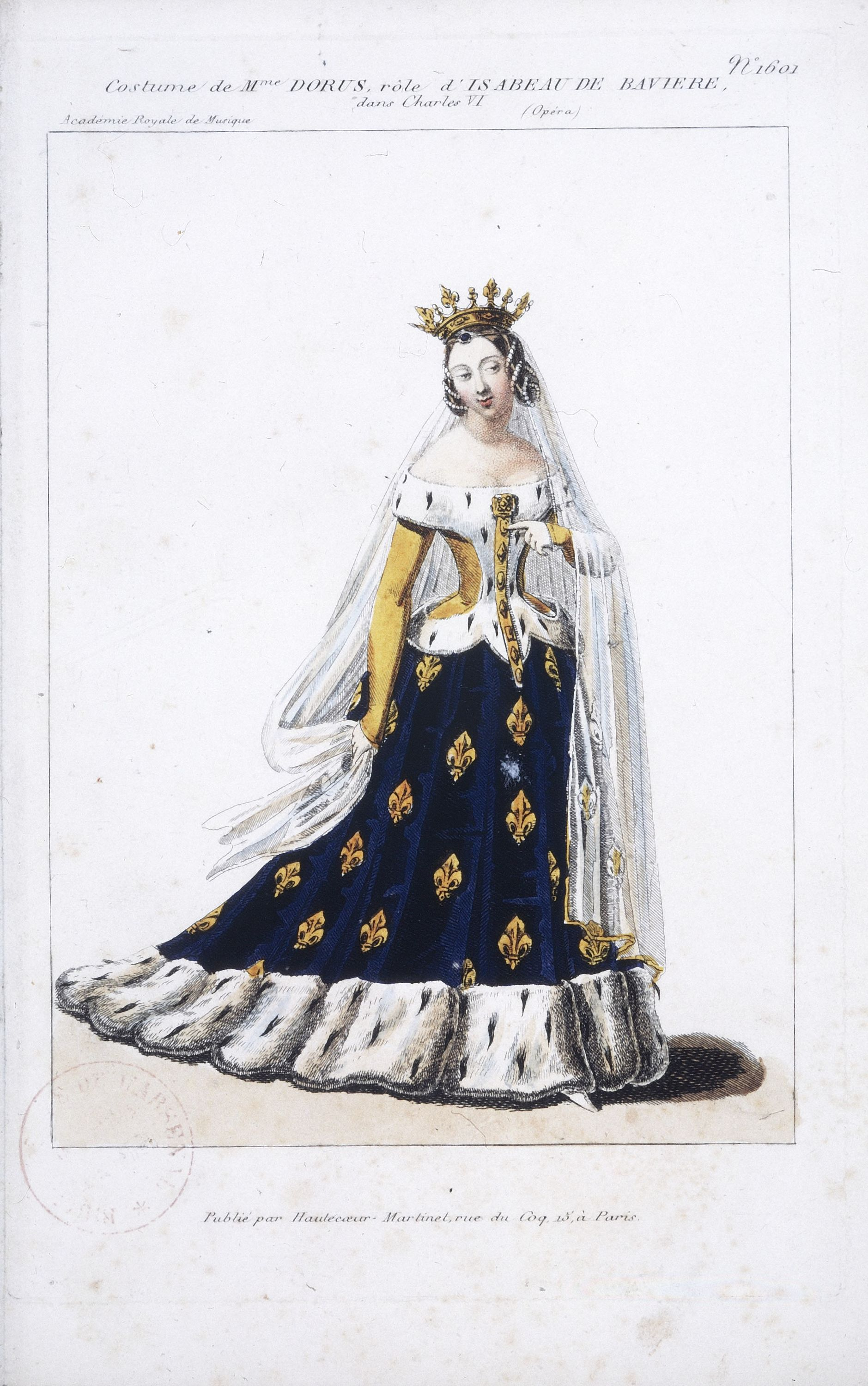
Maquette du second costume pour la reine Isabeau de Bavière
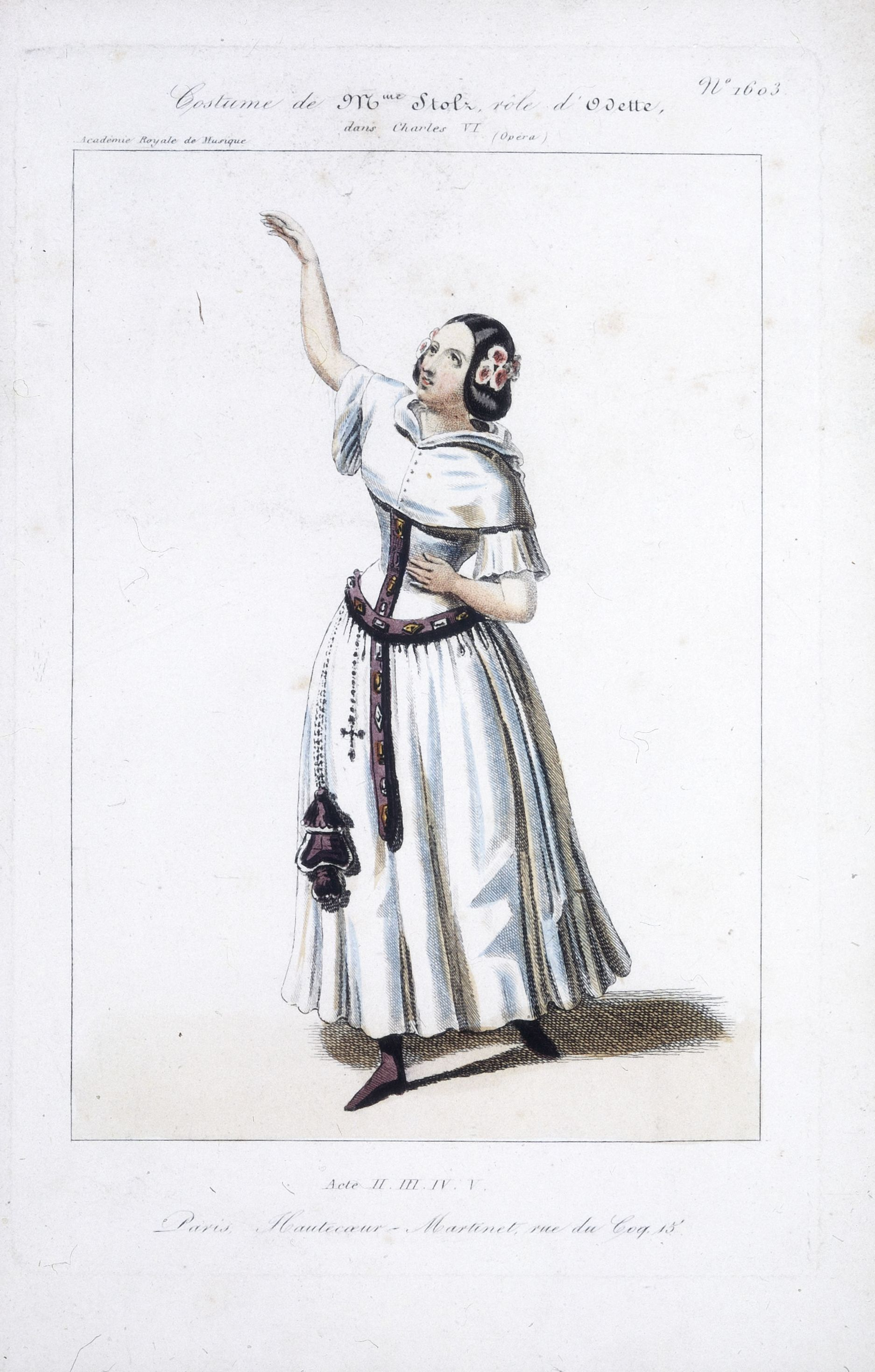
Maquette du second costume pour Odette

### Réception critique
Si la critique célèbre de façon à peu près unanime la beauté des décors et des costumes ainsi que l'interprétation (Paul Barroilhet et Rosine Stoltz sont particulièrement distingués dans les rôles respectifs de Charles VI et d'Odette), l’œuvre en elle-même recueille des avis généralement favorables sans déchaîner l'enthousiasme. Heinrich Heine résume le sentiment général en écrivant que le compositeur et son librettiste « ne sont jamais tombés ni l'un ni l'autre dans le genre tout à fait mauvais, comme il arrive parfois au génie d'une originalité excessive; ils ont toujours produit quelque chose d'agréable, de beau, de respectable, d'académique, de classique ».

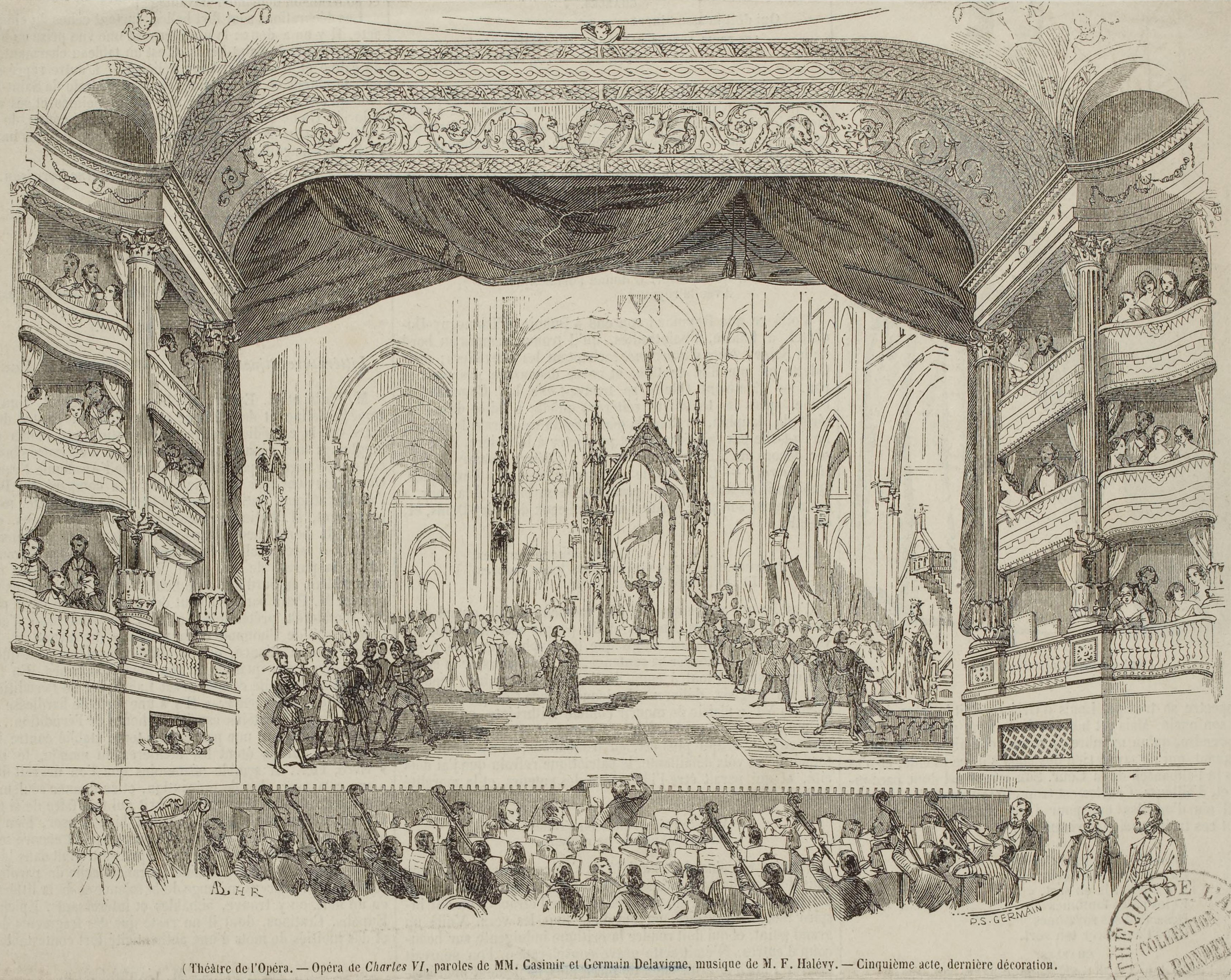
Dessin de presse représentant le deuxième tableau de l'acte V lors de la création de l'opéra en 1843.

L'hymne patriotique « Guerre aux tyrans ! » devient vite populaire, mais « les pages les plus appréciées de la partition (...) sont celles de la démence de Charles (...) et du duo avec Odette à l'acte II ». Dans le Siècle, H. Lucas salue « les savantes qualités qui ont fait la fortune des précédentes compositions de M. Halévy », même si ce dernier « n'a pas droit à des éloges aussi complets que nous aurions voulu pouvoir lui adresser », selon le Corsaire. Pour le Ménestrel, « M. Halévy travaille trop vite, ce qui ne s'accorde en aucune façon avec la sobriété généralement constatée de son imagination mélodique. On ne devrait confier des poèmes à M. Halévy que de loin en loin, seul moyen de lui faire amasser ainsi une quantité suffisante de mélodies ». Le Constitutionnel est davantage laudateur: s'il reconnaît que les « mille beautés fortes ou délicates (...) se dérobent à la première audition, sous les formes sévères de l’œuvre », elles « se révèlent une à une aux représentations suivantes et achèvent la conquête du public. Il en sera de Charles VI comme de la Juive et de la Reine de Chypre, qui ont gagné de jour en jour leur immense succès ». De même, H. Blanchard dans la France musicale reprend l'idée selon laquelle « le talent [du compositeur] est comme ces forêts vierges, vivaces, riches, dans lesquelles il n'est pas facile de pénétrer, mais qui n'en renferment pas moins tous les trésors d'une végétation forte et puissante ».
Pour A. Arnould dans le Commerce, « la partition de Charles VI (...) est de la belle, grande et sérieuse musique, toujours admirablement écrite et souvent inspirée ». Dans le Courrier français, F. Soulié regrette qu' « on ne rencontre nulle part [dans le livret] la passion qui intéresse et émeut. Heureusement que M. Halévy a rempli beaucoup de ces vides par une musique large, pleine et presque toujours originale ». Pour le critique de la Quotidienne, « il y a dans chaque acte un ou deux morceaux qui décèlent le grand compositeur ». Le Journal des débats politiques et littéraires affirme que « la musique de Charles VI ne le cède pas aux meilleures productions de M. Halévy. On y retrouve d'un bout à l'autre l'art de manier les grandes masses chorales et instrumentales, l'art tout aussi difficile de relever les plus petits détails par de riches et piquantes harmonies, la mélodie puissante, noble, quelquefois bizarre et contournée, qui distinguent l'auteur de la Juive et de l’Éclair ».

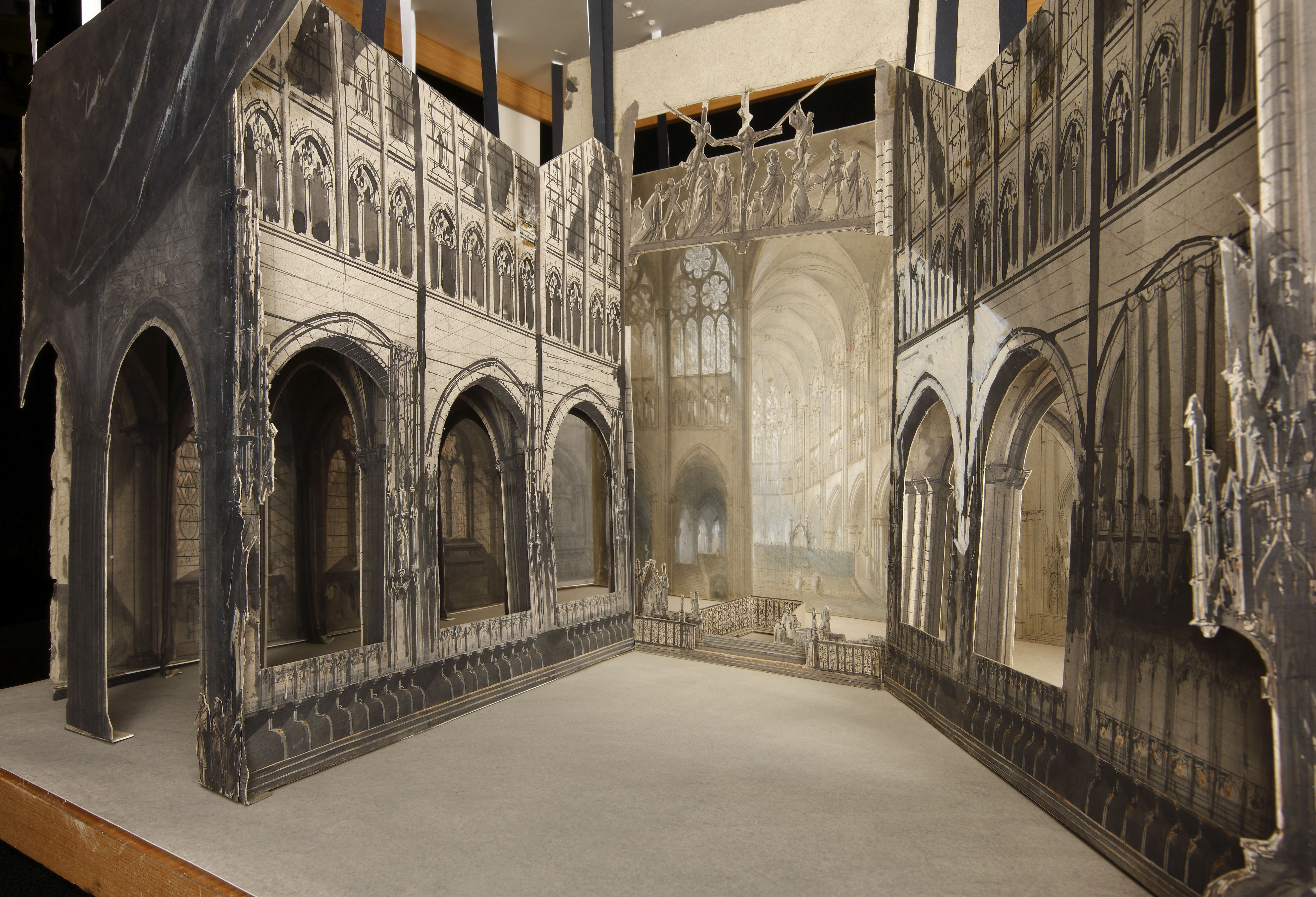
Maquette de décor en volume du deuxième tableau de l'acte V représentant l'intérieur de la basilique Saint-Denis, par Édouard Desplechin.

D'autres avis sont plus acerbes. Ainsi, le Journal des artistes estime que « l'opéra en cinq actes de MM. Casimir Delavigne et Halévy est une chose fort ennuyeuse à entendre et très fatigante à voir » et qu'il « restera sur l'affiche tant qu'on ira par curiosité, car on ne peut y aller deux fois ». Dans le National, G. Hequet admet qu' « il y a dans la partition quelques morceaux dont le mérite est incontestable (...). Mais, dans un opéra en cinq actes, est-ce assez de ces quelques morceaux? ».
Rien ne trouve grâce aux yeux du critique de Satan : ni les chanteurs, distribués en dépit du bon sens (le rôle de la « terrible Isabeau » est confié à la « douce et chaste Mme Dorus » alors que la volcanique et passionnée Rosine Stoltz doit incarner « une jeune fille timide et sainte entre toutes »; « la puissante voix de Barroilhet [est] enseveli[e] dans le corps d'un moribond »; quant au « vigoureux » Duprez, on lui confie le rôle « terne, languissant, indécis » du Dauphin qui « n'arrive jamais que pour s'en aller »), ni les costumes (qualifiés de « malheureux », voire de « tout bonnement affreux »), ni la mise en scène (« on a déjà vu tant de fois les mêmes chevaliers sur les mêmes chevaux, les mêmes archers, les mêmes hommes d'armes, les mêmes pages, que les yeux éprouvent le besoin de voir autre chose »); dans le livret, « point de situations dramatiques, rien qui n'émeuve et surprenne, attendrisse ou passionne »; quant à la musique, « l'oreille a-t-elle pu saisir une fraîche mélodie, un air franc, une inspiration musicale nette et limpide, une de ces phrases qui se chantent au fond de l'âme, qui se gravent étincelantes dans la mémoire, que la foule émue s'en va la nuit murmurant et qui donnent à une œuvre le baptême de la popularité? Le souvenir cette fois cherchait et ne trouvait pas ».

## Principales représentations après la création
L’œuvre est représentée 61 fois à l'opéra de Paris entre 1843 et 1850 (dans une version révisée à partir du 4 octobre 1847). Une nouvelle production débute le 5 avril 1870 au Théâtre Lyrique avec Rosine Bloch dans le rôle d'Odette, mais l'opéra n'y connaîtra que 22 représentations.
Charles VI est également représenté en français à Bruxelles (à partir du 2 octobre 1845), La Haye (25 avril 1846), La Nouvelle-Orléans (22 avril 1847), Buenos Aires (4 mai 1854), Batavia (27 avril 1866), Barcelone (29 avril 1871), Mexico (19 janvier 1882) et Marseille (8 avril 1901). Des productions en allemand ont lieu à Hambourg (13 février 1851) et en italien à Milan (16 mars 1876).
Il faudra attendre 2005 pour que l’œuvre soit reprise au théâtre impérial de Compiègne pour une unique représentation.

## Analyse
Selon Leich-Galland, Charles VI constitue une tentative de renouveler, sur la scène de l'opéra, les succès rencontrés par Casimir Delavigne au théâtre avec des pièces patriotiques, célébrant la pérennité du royaume de France. Le choix de Halévy pour composer la musique semblait tout indiqué puisque lui-même est un monarchiste convaincu (à Londres, en 1850, il tiendra à rendre visite à un Louis-Philippe déchu et exilé). Si le « patriotisme pré-barrésien du livret » a pu rencontrer l'assentiment des autorités de l'époque, il n'est pas certain qu'il en ait été de même de son « anglophobie forcenée » au moment où le gouvernement s'engage sur la voie de l'Entente cordiale (le premier séjour de la reine Victoria en France à l'invitation de Louis-Philippe a lieu en septembre 1843, soit six mois après la création de l'opéra). Il est même possible que cette nouvelle orientation de la diplomatie du pays ait constitué un frein pour remonter trop souvent un opéra où est stigmatisé comme traitre à la patrie le personnage d'Isabeau de Bavière qui cherche à s'entendre avec les Anglais.

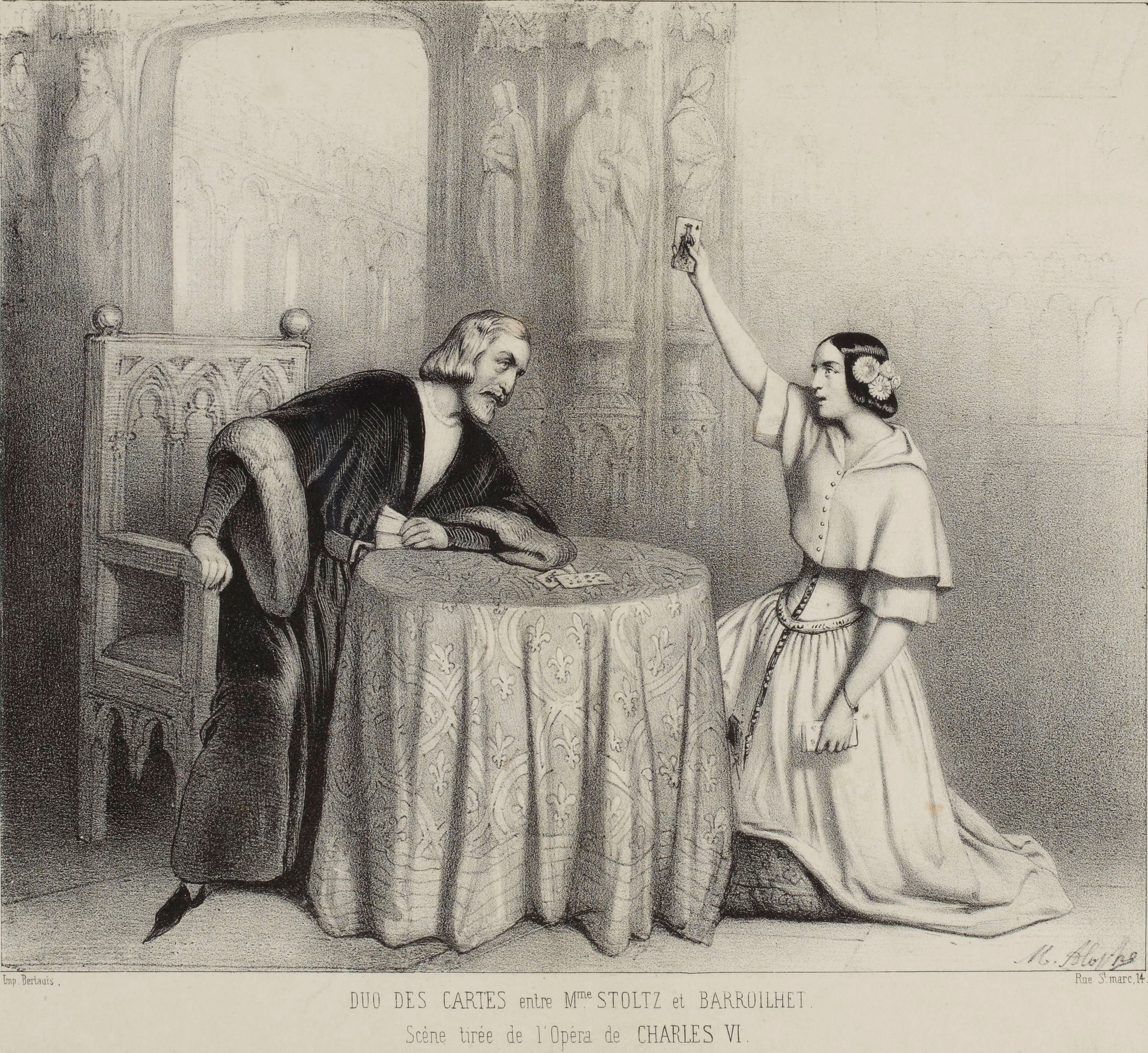
Duo des cartes lors de la création en 1843 avec Rosine Stoltz dans le rôle d'Odette et Paul Barroilhet dans celui de Charles VI.

Le désir de célébrer la royauté conduit le librettiste à prendre de très grandes libertés avec la vérité historique, faisant ainsi d'Odette de Champdivers une préfiguration de Jeanne d'Arc et des Parisiens de fervents partisans du futur Charles VII. Il évacue également toute histoire d'amour de son opéra et tente, sans en avoir tout à fait les moyens, de lui donner des accents shakespeariens en transformant Charles VI en un « autre roi Lear » et en introduisant une scène avec des spectres. Encore ne s'agit-il que d'un « fantastique en trompe l’œil » résultant d'une mise en scène échafaudée par la reine Isabeau pour discréditer le Dauphin auprès de son père et faire sombrer définitivement la raison du roi. Néanmoins, « l'apparition dans la forêt du Mans, le duo où Odette de Champdivers distrait le roi en lui apprenant à jouer aux cartes, les scènes de folie sont empreintes d'une émotion vraie ».
Lors de la seule reprise contemporaine de l’œuvre au théâtre impérial de Compiègne en 2005, les critiques indiquent que cette résurrection « est loin de manquer d'intérêt ». Si « le livret regorge de poncifs », « les personnages s'avèrent plutôt attachants et bien caractérisés » et « l'histoire n'est pas mal ficelée ». « La partition, hâtivement composée, frise souvent le pompiérisme » et semble « interminable », mais on entre « facilement dans cette œuvre inégale, peu originale mais prodigue en bons moments de théâtre comme de musique ». D'autres, plus enthousiastes, célèbrent «  une œuvre de large dimension (...) témoign[ant] de bout en bout d'une inspiration généreuse et d'une réelle habileté ».

## Discographie
- 2010 – Duo des cartes de l'acte II « Eh ! bien, puisque les morts au plaisir sont rebelles » interprété sur le CD Patrie ! Duets from French romantic operas par Hjördis Thébault, Pierre-Yves Pruvot et l'Orchestre philharmonique de Košice sous la direction de Didier Talpain – Brilliant Classics 94321 (1CD)